# Olaf Ihlau
Olaf Ihlau (* 2. April 1942 in Königsberg) ist ein promovierter deutscher Sozialwissenschaftler, Journalist  und Sachbuch-Autor.

## Leben
Er ist der Sohn des Komponisten Fritz Ihlau und der Schauspielerin Ursula geb. Salewski. In seinem autobiographischen Buch „Der Bollerwagen“ beschrieb Ihlau, wie er als kleines Kind mit seiner Mutter aus dem brennenden Königsberg floh, in Westdeutschland aufwuchs und Journalist wurde.
Nach seinem Studium der Sozialwissenschaften gehörte er zu einer Gruppe von Abendroth-Schülern, die in den 1960er Jahren an der Philipps-Universität in Marburg bei Wolfgang Abendroth über Organisationen der Arbeiterbewegung in der Zeit der Weimarer Republik promovierten („Marburger Schule“). Ihlau wurde 1968 mit einer Arbeit über die Widerstandsbewegung „Rote Kämpfer“ promoviert.
Seine journalistische Laufbahn begann er als Redakteur der Neuen Ruhr-Zeitung in Essen. Er war 17 Jahre für die Süddeutsche Zeitung tätig, davon 13 Jahre als Korrespondent in Belgrad, Athen, Neu-Delhi und London. Anschließend war Ihlau 16 Jahre lang Ressortleiter beim „Spiegel“, zuletzt 1991–1994 als Auslandschef. 1994–1998 war er Leiter des Bonner Büros; danach bis Ende 2004 wieder Auslandschef.
Er lebt seitdem als Autor in Berlin-Zehlendorf und auf Ibiza.

## Publikationen
Weltmacht Indien 2006
Ihlau versucht, Indien als „neue Herausforderung des Westens“ darzustellen. „Allein wenn es der Europäischen Union gelingt, zu einer wirklichen Einheit um einen harten, handlungsfähigen Kern zusammenzuwachsen,“ werde es die Schlachten in der Welt von morgen bestehen. Oder es werde in der Sturmflut der neuen Weltmächte China und Indien untergehen. Ihlau stellt den Wettlauf Indiens mit China dar und macht die Wachstumsdynamik anhand eines umfangreichen Datenmaterials deutlich. Allerdings gibt es Hemmungen der Entwicklung, wie etwa das weiterhin entgegen der Verfassung weiterbestehende Kastensystem: „Nur, wenn es der indischen Demokratie gelingt, die Spaltung der Gesellschaft durch Überwindung des Kastensystems zu beseitigen, also mit einer egalitären sozialen Transformation, dürfte ihr die Geschlossenheit und Dynamik zuwachsen, um sich dereinst als Weltmacht zu etablieren.“
„Ihlau zeigt die beeindruckenden Seiten der indischen Kultur, prangert aber auch ihre Schattenseiten an - sei es nun die miserable gesellschaftliche Stellung der Frauen, die in Zwangsheiraten und Witwenverbrennungen zum Ausdruck kommt, oder die Ausgrenzung der Leprakranken. Er mystifiziert nicht, sondern breitet ein ehrliches, unverstelltes Panorama der indischen Gesellschaft vor dem Leser aus. Mata Bharat, die Mutter Indien, ist ein Kontinent der Extreme - das wird in diesem Buch deutlich. Aber auch: mit Indien werden wir in Zukunft rechnen müssen. Es ist höchste Zeit, sich mit der Republik am Ganges näher zu beschäftigen und dieses widersprüchliche, vielfältige und erstaunliche Land kennen zu lernen. ‚Weltmacht Indien‘ ist dafür genau der richtige Einstieg.“
Geliebtes dunkles Land 2007
Die Stern-Rezension hebt hervor, Ihlaus und Susanne Koelbls Publikation offenbare den Mangel einer gemeinsamen Strategie des Westens, der diesen Krieg militärisch nicht gewinnen könne. Dazu sei auch eine zivile internationale Anstrengung notwendig, die alle Länder der Region einbezieht. Es handelt sich um eine detailreiche Darstellung der Geschichte und kulturellen Hintergründe der Konflikte in und um Afghanistan, die beide Autoren aus ihrem reichen Erfahrungsschatz darstellen. Sie kritisieren das Sparbudget für Afghanistan im Vergleich mit dem Kosovo. Eine Million Soldaten, die zwanzigfache Zahl der heute im Einsatz befindlichen, wären erforderlich, „um eine ähnlich stabile Sicherheitslage herzustellen wie auf dem Balkan“.
Minenfeld Balkan 2009
Ihlau und Walter Mayr stellen die Ursachen der leidvollen Bürgerkriege anschaulich und überzeugend dar. Thomas Brey moniert allerdings in seiner Rezension, es fehle die Perspektive für die vielen weiter ungelösten Probleme in Serbien, im Kosovo, in Mazedonien und vor allem in Bosnien-Herzegowina. "Kein Wort darüber, dass in Belgrad wieder die alten nationalistischen Kader in der Regierung sitzen und der pauschal als pro-westlich gelobte Staatspräsident Boris Tadic wegen seiner unbegrenzten Machtfülle heute schon wieder mit Milosevic verglichen wird." Timo Lüth betont, dass Ihlau und Mayr auch die deutsche Rolle beim Zerfall Jugoslawiens kritisch beleuchten. Die deutsche Anerkennungspolitik gegenüber Slowenien und Kroatien sähen die Autoren im Kontext einer Strategie der „Internationalisierung des Konflikts“ (276), die notfalls auch den Kriegsfall unbekümmert in Kauf genommen habe.

## Kritik an der Berichterstattung des Spiegel
In der Ringvorlesung „Reporter, Reporter, Kriegsreporter“ der Universität Leipzig äußerte Ihlau am 21. Januar 2016 Kritik an der Berichterstattung des Spiegel zu Russland und zur Ukraine. „Wenn der Spiegel mehr und mehr Mainstream wird, dann brauche ich mir den gar nicht mehr zu kaufen.“ Es werde regelrechtes „Putin-Bashing“ betrieben. „Wer hat denn die Ukraine in diesen Konflikt gedrängt? Das waren die Amerikaner! Natürlich wollten die langfristig an die Krim herankommen, um die russische Flotte zu vertreiben.“

## Monographien (Auswahl)
- Olaf Ihlau: Die Roten Kämpfer. Ein Beitrag zur Geschichte der Arbeiterbewegung in der Weimarer Republik und im „Dritten Reich“. Meisenheim am Glan 1969.
- Olaf Ihlau, Miodrag Vukić (Hrsg.): Jugoslawien, Modell im Wandel. Fischer Taschenbuch, München 1973, ISBN 3-436-01654-3.
- Olaf Ihlau: Weltmacht Indien. Die neue Herausforderung des Westens. Siedler Verlag, München 2006, ISBN 3-88680-851-3.
- Olaf Ihlau, Susanne Koelbl: Geliebtes, dunkles Land. Menschen und Mächte in Afghanistan. Siedler Verlag, München 2007, ISBN 978-3-88680-878-6.
- Olaf Ihlau, Walter Mayr: Minenfeld Balkan. Der unruhige Hinterhof Europas. Siedler Verlag, München 2009, ISBN 978-3-88680-916-5.
- Olaf Ihlau: Der Bollerwagen. Unsere Flucht aus dem Osten. Siedler Verlag, München 2014, ISBN 978-3-8275-0050-2.